# Alaior
Alaior település Spanyolországban, a Baleár-szigeteken. Alaior Es Mercadal, Es Migjorn Gran és Mahón községekkel határos. Lakosainak száma 10 042 fő (2024).

## Népesség
A település népessége az elmúlt években az alábbi módon változott:
| Lakosok száma | 7684 | 8308 | 8933 | 9257 | 9600 | 9162 | 8959 | 9065 | 9477 | 10 042 |
|               | 2001 | 2004 | 2006 | 2009 | 2011 | 2014 | 2016 | 2019 | 2021 | 2024   |